# 幸せにさよなら/ドリーミング・デイ
「幸せにさよなら / ドリーミング・デイ」（しあわせにさよなら ドリーミング・デイ）は、1976年4月1日に発売されたナイアガラ・トライアングル（大滝詠一、山下達郎、伊藤銀次）通算1作目のシングル。

## 解説
「幸せにさよなら」「ドリーミング・デイ」両曲とも、大滝詠一、山下達郎、伊藤銀次の3人によるオムニバス・アルバム『NIAGARA TRIANGLE Vol.1』からのリカット・シングル。「幸せにさよなら」はアルバムでは作者の伊藤によるソロ・ヴォーカルだが、シングルでは大滝と山下がそれぞれ個別に歌ったものを編集で繋ぎ、3人が一小節ずつ交互に歌い分けている。そのため、大滝や山下のDJラジオ番組で、別ミックス、別ヴァージョンが過去何度かオンエアされた。また、バック・トラックも細野晴臣、上原裕、松任谷正隆が参加している別ヴァージョンになっている。この曲は後に東芝EMI在籍時の楽曲を集めた伊藤のベスト・アルバム『“CHANGES” History of GINJI』にリミックスで収録されたほか、24bitデジタル・リマスタリング、紙ジャケット仕様で再発されたミニ・アルバム『POP STEADY #8』にはボーナス・トラックとして“Acoustic Live Version”で収録された。さらに2010年、ギター1本による弾き語りアレンジで収録したアコースティック・ミニ・アルバム『I STAND ALONE VOL.2』にも収録された。2014年には、大滝のオールタイム・ベスト『Best Always』に、1997年の「山下達郎のサンデー・ソングブック」“新春放談”でオンエアされた、大瀧から歌い始める順番違いの“シングル・スペシャル”を元に、シングル・ヴァージョンのバック・トラックを使用して新たにステレオ・ミックスされた音源が収録された。伊藤によればはっぴいえんどラスト・ライヴ翌日の1973年9月22日、ココナツ・バンクを解散させたことがきっかけになっているという。「もうここは大阪ではないのよ。勝負をかけなきゃいけない場所に来てるわけだから、これでもしまた一人になったらまたゼロから始めてくしかないなと思わなかったんですよ、その時にね。ただ、大滝さんからいろいろ学んだものがあるからね、これでもう一度やり直そうと思ってから」とし、1974年の正月に伊藤が大阪に帰ったときに弟が持っていたテープ・レコーダーで、シェーカーの代わりに薬瓶を振ったりして作られた楽曲だという。「あの曲ができたのはやっぱり大滝さんと会ったからですよ。バンドの曲ではないもの。僕らはインプロビゼーションみたいなので聴かせるバンドだったのね。僕が大滝詠一に会って、ずっと一緒に時間を過ごして出てきた、あの流れの中で最後にポッと出てきたものだと思うんですよ。一区切り。それが<幸せにさよなら>だったんですよ。だからやっと音楽をやったっていう気がするね。自分の中でいろんなものを再構築していって、それからココナツがなくなって自分に戻って。作ろうと思ったっていうよりも…」と語っている。一方、大滝は「（<幸せにさよなら>は）銀次一世一代の超自信作だったのよ。でも、出すにしても、伊藤銀次のソロっていうのは思い浮かばなかったのよ、恥ずかしながら。でも、ちょうど加山雄三のディレクターと知り合いだったから、これは加山さんがやってくれたら一石二鳥と思って、テープを持ってったのよ」「で、それがうやむやになっちゃって俺はずっと気になってたのよ」として、大滝は『トライアングル』の話をしたときにこの曲をやることを提案したという。「だからあの時にこの銀次の曲をそのまますんなり誰かがやるかしてたら、彼のポップス・マインドというか作家意識みたいなのが。とにかく嬉々として、生涯の自信作が出来たっていう顔をして玄関に立ってたのが未だに忘れられないんですよ」「自然に出来ましたっていうような感じだったから、『トライアングル』でこれはなんとしてもやってもらおうと」と答えている。原題は“想い出にさよなら”だったが、メリサ・マンチェスターが同名の曲を先に発表したため、“こっちが早いといっても信じてもらえないだろうし、又、真似をしたといわれるのが癪で”、レコーディングに際しタイトルが“幸せにさよなら”に変更された。
「ドリーミング・デイ」はアルバム収録曲と同内容だが、イントロの一部がカットされ、フェイド・アウトも早い。この曲は『NIAGARA TRIANGLE Vol.1』のために書き下ろされた曲で、山下によれば3年間大滝と付き合って色々影響を受けたことを表現した作品だという。仮題は<クライド・マック・バーガー>。後に山下のライブ・アルバム『JOY –TATSURO YAMASHITA LIVE–』にライヴ・ヴァージョンが収録された。
本作は大滝の初ソロ・シングル「恋の汽車ポッポ」以来のモノラル・ミックスでリリースされ、両曲とも30周年記念盤『NIAGARA TRIANGLE Vol.1 30th Anniversary Edition』にボーナス・トラックで収録された。

## 収録曲

### SIDE A
1. 幸せにさよなら / ナイアガラ・トライアングル  –  (3:31) NT-1
作詞・作曲・編曲：伊藤銀次

### SIDE B
1. ドリーミング・デイ / 山下達郎  –  (3:42) YT-1
作詞 : 大貫妙子、作曲・編曲：山下達郎

## レコーディング・メンバー
| 細野晴臣 : Bass Over Dubbed.       |
| 上原裕 : Dr.                       |
| 伊藤銀次 : A&E Gt. & Vocals.       |
| 松任谷正隆 : Piano Over Dubbed.    |
| 斉藤ノブ : Per.                    |
| 松田幸一 : M.Harp.                 |
| 山下達郎 : Lead Vocal Over Dubbed. |
| 大滝詠一 : Lead Vocal Over Dubbed. |

| 上原裕 : Dr.                              |
| 寺尾次郎 : Bass.                          |
| 坂本龍一 : Keyb.                          |
| 稲垣次郎 Section : Horn.                  |
| 岡崎資夫 : Alto.                          |
| 山下達郎 & 吉田美奈子 : Cho.              |
| 山下達郎 : Gt., Per., Vocal.              |
|                                           |
| Dedicated to Clyde Mcphatter, Dion, Dells |

## 収録アルバム
| #  | アーティスト                     | タイトル                                        | リリース日     | レーベル                         | 規格        | 品番                                                    | 備考 |
| -- | -------------------------------- | ----------------------------------------------- | -------------- | -------------------------------- | ----------- | ------------------------------------------------------- | --- |
| 1  | ナイアガラ・トライアングル       | NIAGARA TRIANGLE Vol.1                          | 1976年3月25日  | NIAGARA / COLUMBIA               | LP          | LQ-7001-E (NGLP-505,506-NT)                             | 「幸せにさよなら」「ドリーミング・デイ」を収録。 |
| 2  | ナイアガラ・トライアングル       | NIAGARA TRIANGLE Vol.1                          | 1976年3月25日  | NIAGARA ⁄ COLUMBIA               | CT          | CAK-1226-E                                              | カセット同時発売。アナログLPと同内容。 |
| 3  | 山下達郎                         | TATSURO YAMASHITA FROM NIAGARA                  | 1980年7月10日  | NIAGARA ⁄ COLUMBIA               | LP          | AX-7269-E (NGLP-523,524-YT)                             | 『NIAGARA TRIANGLE Vol.1』から4曲が収録された、大滝詠一非監修作品。「幸せにさよなら」（シングル・ヴァージョン）「ドリーミング・デイ」（アルバム・ヴァージョン）を収録。 |
| 4  | 山下達郎                         | TATSURO YAMASHITA FROM NIAGARA                  | 1980年7月10日  | NIAGARA ⁄ COLUMBIA               | CT          | CAY-1188                                                | カセット同時発売。アナログLPと同内容。 |
| 5  | ナイアガラ・トライアングル       | NIAGARA TRIANGLE Vol.1                          | 1981年4月1日   | NIAGARA ⁄ CBS/SONY               | LP          | 27AH 1242                                               | ナイアガラ・レーベルのCBSソニー移籍による再発。 |
| 6  | ナイアガラ・トライアングル       | NIAGARA TRIANGLE Vol.1                          | 1981年4月1日   | NIAGARA ⁄ CBS/SONY               | CT          | 27KH 962                                                | カセット同時発売。アナログLPと同内容。 |
| 7  | ナイアガラ・フォーリン・スターズ | NIAGARA FALL STARS                              | 1981年4月1日   | NIAGARA ⁄ CBS/SONY               | LP          | 27AH 1246 (NGLP-525,526-OM)                             | 1981年4月にCBSソニーから再発されなかったナイアガラのカタログを中心に、リミックスやデモ・テープを収録したベスト・アルバム。「幸せにさよなら」（アルバム・ヴァージョン）を収録。 |
| 8  | ナイアガラ・フォーリン・スターズ | NIAGARA FALL STARS                              | 1981年4月1日   | NIAGARA ⁄ CBS/SONY               | CT          | 27KH 966                                                | カセット同時発売。アナログLPと同内容。 |
| 9  | ナイアガラ・トライアングル       | NIAGARA TRIANGLE Vol.1                          | 1981年12月2日  | NIAGARA ⁄ CBS/SONY               | LP          | 00AH 1383                                               | 『NIAGARA VOX』(9LP:00AH 1381~9)の中の一枚。 |
| 10 | ナイアガラ・トライアングル       | NIAGARA TRIANGLE Vol.1                          | 1986年6月1日   | NIAGARA ⁄ CBS/SONY               | CD          | 00DH 403                                                | 『NIAGARA CD BOOK I』(8CD:00DH 401~8)の中の一枚。吉田保による、リミックス・ヴァージョン5曲を収録。初CD化。「幸せにさよなら」、吉田保リミックスによる「ドリーミング・デイ」を収録。 |
| 11 | ナイアガラ・トライアングル       | NIAGARA TRIANGLE Vol.1                          | 1986年6月1日   | NIAGARA ⁄ CBS/SONY               | CD          | 32DH 503 (NGCD-10-NT)                                   | 『NIAGARA CD BOOK I』からの単独発売。00DH 403と同内容。 |
| 12 | ナイアガラ・フォーリン・スターズ | NIAGARA FALL STARS Vol.1 2nd Issue              | 1986年6月1日   | NIAGARA ⁄ CBS/SONY               | CD          | 00DH 406 (NGCD-13-OM)                                   | 『NIAGARA CD BOOK I』の中の一枚。『NIAGARA FALL STARS』のCD版といえるが、CD用に再編集およびリミックスされているため“2nd Issue”となっている。シングル・ヴァージョンのバック・トラックに伊藤銀次のソロ・ヴォーカルがミックスされた未発表ヴァージョンの「幸せにさよなら」と、吉田保リミックスによる「ドリーミング・デイ」を収録。                          |
| 13 | ナイアガラ・フォーリン・スターズ | NIAGARA FALL STARS Vol.1 2nd Issue              | 1986年6月1日   | NIAGARA ⁄ CBS/SONY               | CD          | 32DH 506 (NGCD-13-OM)                                   | 『NIAGARA CD BOOK I』からの単独発売。00DH 406と同内容。 |
| 14 | ナイアガラ・トライアングル       | NIAGARA TRIANGLE Vol.1                          | 1995年3月24日  | NIAGARA / Sony Records           | CD          | SRCL 3217 (NGCD-3-NT)                                   | オリジナル・マスターでの初CD化。ボーナス・トラックに「幸せにさよなら」「ドリーミング・デイ」それぞれのシングル・ヴァージョンを収録。 |
| 15 | ナイアガラ・トライアングル       | NIAGARA TRIANGLE Vol.1 30th Anniversary Edition | 2006年3月21日  | NIAGARA ⁄ Sony Music Records     | CD          | SRCL 5005                                               | 笛吹銅次によるニュー・リマスター音源を収録。オリジナル音源に加え、「幸せにさよなら」「ドリーミング・デイ」のそれぞれのシングル・ヴァージョンを含む、95年版のボーナス・トラックの3曲と、初CD化1曲。未発表トラック1曲を収録。 |
| 16 | 山下達郎                         | TATSURO FROM NIAGARA                            | 2009年3月21日  | NIAGARA ⁄ Sony Music Records     | CD          | SRCL 5010                                               | 『TATSURO YAMASHITA FROM NIAGARA』の新装丁によるオフィシャル盤。2005年リマスター音源による「幸せにさよなら（山下ヴォーカル・バージョン）」「ドリーミング・デイ （シングル・モノ・バージョン）」を収録。 |
| 17 | ナイアガラ・トライアングル       | NIAGARA TRIANGLE Vol.1                          | 2011年3月21日  | NIAGARA ⁄ Sony Music Records     | CD          | SRCL 7502                                               | 『NIAGARA CD BOOK I』(12CD:SRCL 7500~11)の中の一枚。笛吹銅次による2011年リマスター音源を収録。 |
| 18 | 大滝詠一                         | Best Always                                     | 2014年12月3日  | NIAGARA ⁄ Sony Music Labels      | - 3CD - 2CD | - SRCL 8010~2【初回生産限定盤】 - SRCL 8013~4【通常盤】 | 大滝のオールタイム・ベスト。シングル・ヴァージョンのバック・トラックに、大滝から歌い始める順番違いの“シングル・スペシャル”がミックスされた「幸せにさよなら」を収録。 |
| 19 | ナイアガラ・フォーリン・スターズ | NIAGARA FALL STARS '81 Remix Special            | 2015年3月21日  | NIAGARA ⁄ Sony Music Labels Inc. | CD          | SRCL 8710                                               | 『NIAGARA CD BOOK II』』(12CD:SRCL 8700~11)の中の一枚。1981年リリースの『NIAGARA FALL STARS』と、『NIAGARA VOX』に収録された『MORE NIAGARA FALL STARS』(00AH 1388(NGLP-529,530-OM))と『MORE MORE NIAGARA FALL STARS』(00AH 1389(NGLP-531,532-OM))の中から選曲され、2015年にリマスターされたCD。『FALL STARS』用の1981年リミックス・ヴァージョンを収録。 |
| 20 | 伊藤銀次                         | POP FILE 1972-2017                              | 2017年11月12日 | Sony Music Direct (Japan) Inc.   | BSCD2       | DQCL 693~6                                              | ソロ名義のシングル楽曲+作詞・作曲・編曲・プロデュース・演奏曲+初出音源を収録した、伊藤銀次本人の監修による4枚組CD-BOX。阿部充泰による2017年リマスター音源の「幸せにさよなら (Single Version)」を収録。 |

## カヴァー

### 幸せにさよなら
| アーティスト     | 収録作品（初出のみ）   | 発売日        | 規格 | 品番      |
| ---------------- | ---------------------- | ------------- | ---- | --------- |
| かもめ児童合唱団 | インターネットブルース | 2016年1月20日 | CD   | UICZ-4340 |

## リリース日一覧
| 地域 | タイトル                            | リリース日    | レーベル                         | 規格               | カタログ番号 | 備考 |
| ---- | ----------------------------------- | ------------- | -------------------------------- | ------------------ | ------------ | --- |
| 日本 | 幸せにさよなら / ドリーミング・デイ | 1976年4月1日  | NIAGARA ⁄ COLUMBIA               | 7"シングルレコード | LK-2E        | 両面ともモノラル・ミックス。 |
| 日本 | 幸せにさよなら / ドリーミング・デイ | 2017年3月21日 | NIAGARA ⁄ Sony Music Labels Inc. | 7"シングルレコード | SRKL 3041    | 『NIAGARA 45RPM VOX』(SRKL 3041~50)の一枚。レーベルは可能な範囲でオリジナルのデザインに近づけたものを使用。ディスクは現存するオリジナル・アナログ・マスターからのマスタリング、及びハーフ・スピード・カッティングを採用。 |